# The Greatest Live Show on Earth
Albums de Jerry Lee Lewis
Golden Hits of Jerry Lee Lewis
(1964) The Return of Rock
(1965)
The Greatest Live Show on Earth est le second album live de Jerry Lee Lewis, sorti en 1964 sous le label Smash Records.

## Liste des chansons
1. Jenny, Jenny (Johnson/Penniman)
2. Who Will the Next Fool Be (Charlie Rich)
3. Memphis (Chuck Berry)
4. Hound Dog (Jerry Leiber et Mike Stoller)
5. I Got a Woman (Ray Charles/Renald Richard)
6. Hi-Heel Sneakers (Tommy Tucker)
7. No Particular Place to Go (Chuck Berry)
8. Together Again (en) (Buck Owens)
9. Long Tall Sally (Johnson/Penniman)
10. Whole Lotta Shakin' Goin' On (David/Williams)